# Association pour la création et la recherche sur les outils d'expression
L'ACROE (acronyme de Association pour la Création et la Recherche sur les Outils d'Expression) est un centre de recherche du Ministère de la Culture et de la communication. C'est aussi une association loi de 1901, dont les statuts ont été déposés le 13 juin 1977 par des chercheurs de l'INPG. Elle est à l'origine de trois concepts innovants en informatique musicale et graphique : la synthèse par modélisation physique particulaire, les systèmes gestuels à retour de force, la simulation multisensorielle temps réel.
Les locaux de l'ACROE se trouvent sur le site de l'INPG, à Grenoble.
Elle accueille aussi bien des artistes que des étudiants (doctorants, étudiants de Masters Recherche ou élèves ingénieurs).

## GENESIS
GENESIS est un logiciel développé par l'ACROE permettant à l'utilisateur de construire directement ses modèles en agençant des modules élémentaires (représentant des particules matérielles et des interactions physiques de type élasticité et frottement) et en définissant leurs paramètres. Le langage permet de simuler toutes les catégories de processus mécaniques rencontrés dans les instruments de musique (structures vibrantes, systèmes d'excitation, tables de résonance, environnement de propagation, etc.) et de créer des instruments virtuels réalistes ou non. Il constitue un outil riche pour la création de sons musicaux vivants et expressifs. La modélisation physique à l'aide de ce principe s'applique également à la modélisation de "macro-instruments" produisant des phénomènes sonores de structures et d'évolutions temporelles complexes correspondant à l'échelle de la composition musicale.

## Diffusion et formation
L'ACROE réalise une diffusion des outils qu'elle conçoit à travers un certain nombre d'ateliers de recherche et de création, de conférences et de concerts qu'elle organise, comme la manifestation #AST 2011. Par ailleurs, plusieurs membres de l'association sont à l'origine du Master AST (« Art Science Technologie ») préparé au sein de l'école d'ingénieurs Phelma, à Grenoble.